# Гойтосир
Гойтоси́р (Ойтосир, Ойтосір) (грец. Γοιτόσυρος, Οιτόσυρος) — у скіфській міфології один з головних богів скіфського пантеону, за Геродотом, тотожний грецькому Аполлону.
| "...підставою для зближення скіфського Гойтосира з грецьким Аполлоном дійсно могло бути співзвуччя першої частини імені скіфського бога з назвою одного з найголовніших атрибутів грецького Аполлона - стріли. Але є й інші дані, які свідчать, що Гойтосир міг бути солярним богом. Так, в одному з грецьких написів, знайдених в Римі на Есквілінському пагорбі, Аполлона Ойтоскіра названо Мітрою... Зображення цього бога в скіфських пам'ятках невідомі, якщо тільки у ... композиціях з фігурою вершника-бога зображено не його, а дійсно Папая. Сумніви ж на цей рахунок є цілком закономірними хоча б тому, що в низці релігій символом сонця виступає кінь. Зважаючи на це природно було б у скіфському кінному бозі бачити саме солярного бога, тим більш, що бога рослинних сил, вмираючої й постаючої природи, яким без сумніву був й бог сонця, в малоазійських та фракійських культах ... зображали верхи."[1] |
Щодо функцій Гойтосіра, то «дослідники підкреслюють сонячну природу Гойтосира … Грецький аналог Гойтосира — Аполлон також співвідносився з Геліосом … а Мітра в Рігведі й Авесті щільно пов'язаний з небом, сонцем, світлом … Архаїчний зміст культів Митри … й Аполлона … дає підстави для реконструювання й інших функцій скіфського бога. Функція пастуха, охоронця худоби … так як худоба була основою добробуту суспільства. З функцією охоронця стад пов'язана функція лучника, стрільця й переможця чудовисьок.»
З культом Гойтосира пов'язують зображення свастик, які відомі у скіфському мистецтві.
Наразі загальновизнаної етимології теоніму немає, можливі:
- грец. Γοιτόσυρος < скіф. *aita- *asura- < вед.*éta- *ásura — укр. сяючий, блискучий бог[4]
- грец. Γοιτόσυρος < скіф. ? < авест.*gaêthâ- *sûra- — укр. майном / худобою богатий / сильний.[5]
- грец. Γοιτόσυρος < д.ір. *gaḭa-ta / *hau-ta- + *sûra- — укр. життєва / породжувальна, рушійна сила.[6]